# Axel Christensen
Axel Emil Christensen, född 13 juni 1880 i Ystads församling i Malmöhus län, död 10 september 1954 i Trelleborgs församling i Malmöhus län, var en svensk redare och företagsledare.
Axel Christensen var son till fabrikören Emil Christensen och Ahlie Ljunggren. Efter examen från högre allmänt läroverk genomgick han skeppsmäklar- och rederiutbildning i England. Han var delägare i Kommanditbolaget Österberg & Co från 1907, styrelseordförande och VD för Rederi AB Östersjön, styrelseordförande i Rederi AB Tobis i Trelleborg, VD för Rederi AB Meteor, styrelseledamot i Rederi AB Eruths samt Rederi AB Ostkusten i Simrishamn.
Chrsitensen var vice ordförande stadsfullmäktige och folkskolestyrelse, ordförande i hamndirektion, föreläsningsföreningen, borgerliga valmansföreningen, styrelseledamot i Ebbehallen, huvudman sparbanken. Han var riddare av Nordstjärneorden och Vasaorden, hade Emmerymedaljen samt var riddare av Finländska Vita Ros-ordens första klass.
Han var från 1907 gift med Alfrida Svensson (1884–1965). Dottern Estelle Nivaro (1923–2016) var gift med Putte Wickman och Olle Bergman samt blev mor till Basse Wickman, Maria Wickman och Anna Olsdotter Arnmar. En annan dotter, Aino Nerem (1926–1965), gifte sig först med Simon Brehm och sedan med Bjarne Nerem.